# Phil Woods
Philip Wells Woods conhecido como Phil Woods (Springfield, 2 de novembro de 1931 – Stroudsburg, 29 de setembro de 2015), foi um renomado saxofonista Norte-americano de estilo bebop, além de clarinetista, líder de banda e compositor.

## Biografia
Nascido em Springfield, Massachusetts em 1931, Phil Woods começou a ter lições de saxofone quando tinha 12 anos, com Harvey LaRose. Depois de se formar no colégio, ele foi para Nova York ele passou um verão na Manhattan School of Music e quatro anos na Juilliard.
| “ | Minhas primeiras influências foram Benny Carter, Johnny Hodges e Charlie Parker, nessa ordem… | ” |

Durante os anos 50 e 60, ele se apresentou e gravou discos com bandas próprias e às vezes acompanhado do sax-altista Gene Quill. Em meados de 1950, Quincy Jones contratou Phil para tocar sax-alto na big band que Dizzy Gillespie para excursionar no Oriente Médio financiado pelo Departamento de Estado dos Estados Unidos. Em 1959, Quincy o contratou para tocar em sua banda no show musical, "Free and Easy", que ficou em cartaz durante um ano.
A lista de músicos e cantores com os quais Phil Woods se apresentou ou gravou parece uma lista de super-estrelas: Billie Holiday, Benny Goodman, Bill Evans, Michel Legrand, Oliver Nelson, Thelonious Monk, Dizzy Gillespie, Charlie Barnett e Bob Brookmeyer são algumas delas. Em 1968, Phil foi morar na Europa onde formou a European Rhythm Machine. 
Em 1973, Woods retornou para os Estados Unidos. Depois de uma breve estada em Los Angeles, Phil se mudou de volta para Nova York e lá fundou o Phil Woods Quartet. Os últimos discos de Woods pelo selo Concord são: All Birds Children e Flowers for Hodges.
A música de Woods tem se tornado mais delicada e emocional. Sua música, raramente tem apelado ou feito concessões para o comercialismo do pop. Uma das personalidades mais marcantes do mainstream jazz, Phil Woods sempre oferece aos seus fiéis ouvintes uma lição de vitalidade do jazz contemporâneo.

## Prêmios
Em 2007, Phil recebeu o prêmio "Jazz Master" da National Endowment of the Arts.

### Grammy Awards
Woods foi indicado para sete Grammy Awards e venceu quatro.
- 1975  Images: "Melhor Performance de Jazz".[2]
- 1977  Live from the Show Boat: "Melhor Performance de Jazz Instrumental, Individual ou Grupo".[2]
- 1982  More Live: "Melhor Performance de Jazz Instrumental, Individual ou Grupo".[2]
- 1983  At the Vanguard: "Melhor Performance de Jazz Instrumental, Individual ou Grupo".[2]

## Discografia

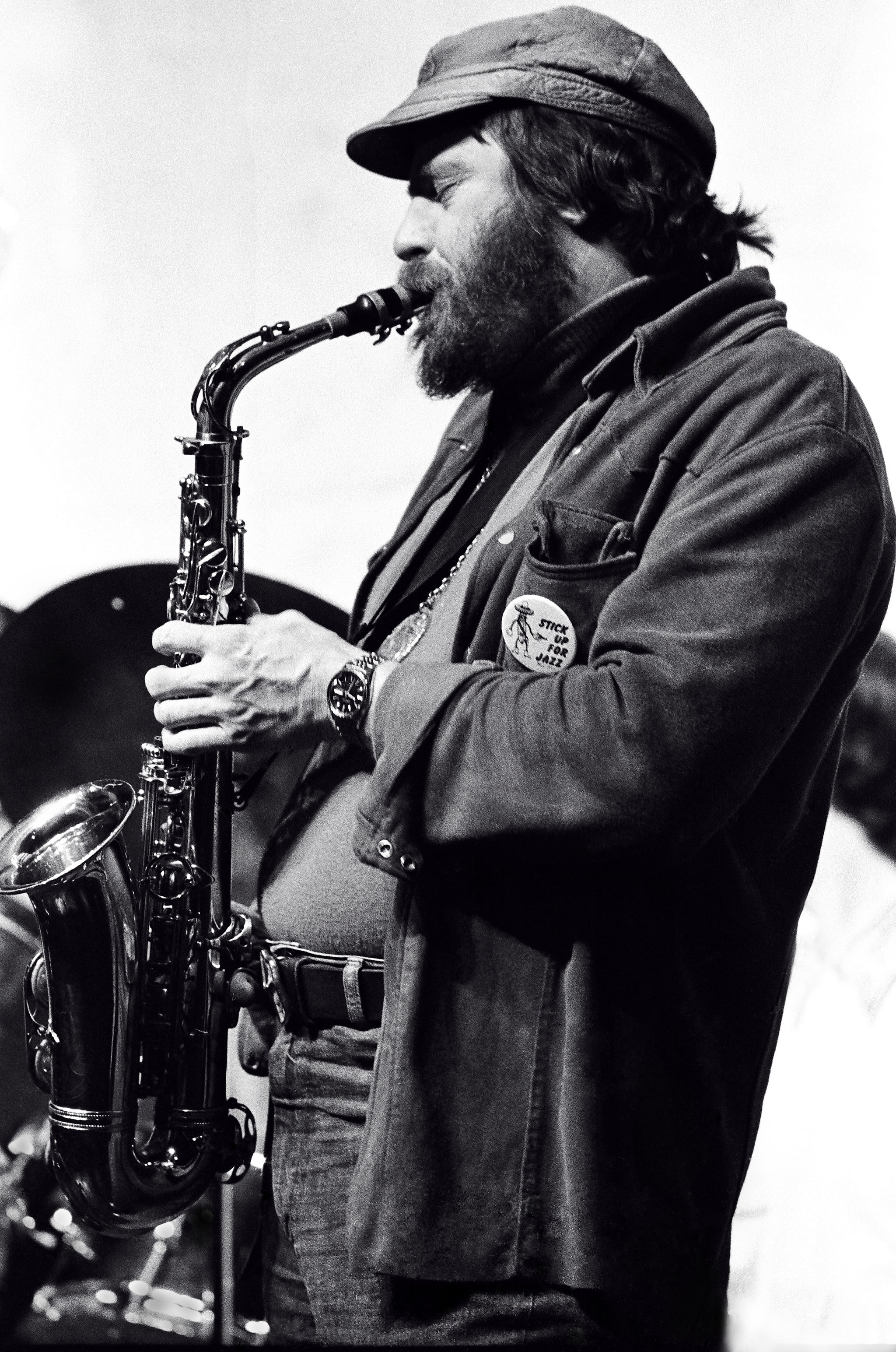
Phil Woods, 1978

### Como líder
- 1954: Pot Pie (Prestige)
- 1955: Woodlore (Prestige)
- 1956: Pairing Off (Prestige)
- 1956: The Young Bloods (Prestige) - com Donald Byrd
- 1957: Four Altos (Prestige) - com Gene Quill, Hal Stein, Sahib Shihab
- 1957: Sugan (Status)
- 1961: Rights of Swing (Candid)
- 1967: Greek Cooking (Impulse!)
- 1969: Round Trip (Verve)
- 1971: Phil Woods and his European Rhythm Machine at the Frankfurt Jazz Festival (Embryo Records)
- 1974: Musique du Bois (Muse Records)
- 1975: Images
- 1976: The New Phil Woods Album
- 1976: Altology (Prestige)
- 1977: Live from the Show Boat
- 1977: Summer Afternoon Jazz (Hindsight Records)
- 1978: 'Song for Sisyphus'  (Gryphon Records)
- 1979: Phil Woods Quartet Live (Clean Cuts)
- 1980: Phil Woods/Lew Tabackin (Evidence)
- 1982: Live from New York (Palo Alto Records)
- 1982: More Live
- 1983: At the Vanguard
- 1984: Integrity (Red)
- 1984: Heaven (Evidence)
- 1986: Dizzy Gillespie Meets Phil Woods Quintet (Timeless) - com Dizzy Gillespie
- 1987: Bop Stew; Bouquet (Concord)
- 1988: Evolution; Here's To My Lady (Concord)
- 1988: Embracable You (Philology)
- 1989: Flash (Concord)
- 1989: Here's to My Lady (Chesky)
- 1990: All Bird Children; Real Life (Concord)
- 1990: Phil's Mood (Philology)
- 1990: My Man Benny, My Man Phil, com Benny Carter (Musicmasters)
- 1991: Flowers For Hodges (Concord)
- 1991: Full House (Milestone)
- 1991: Real Life, The Little Big Band (Chesky)
- 1994: Just Friends; Our Monk (Philology)
- 1995: Plays The Music Of Jim McNeely (TCB)
- 1996: Mile High Jazz Live In Denver (Concord)
- 1996: Astor and Elis (Chesky)
- 1996: The Complete Concert (JMS) com Gordon Beck
- 1996: Into The Woods (Concord CCD-4699)
- 1997: Celebration! (Concord)
- 1998: The Rev And I (Blue Note Records)
- 2006: Pass the Bebop (Cowbell Music) com Benjamin Koppel e Alex Riel Trio
- 2006: Song for Sysiphus (Passport Audio)

### Como colaborador
Com Manny Albam
- Jazz Goes to the Movies (Impulse!, 1962)

Com Kenny Burrell
- A Generation Ago Today (Verve, 1967)

Com Gary Burton
- Who is Gary Burton? (RCA, 1962)
- The Groovy Sound of Music (RCA, 1963)

Com Ron Carter
- Anything Goes (Kudu, 1975)

Com Eddie Costa
- Eddie Costa Quintet (Interlude, 1957)

Com Lou Donaldson
- Rough House Blues (1964)

Com Bill Evans
- Symbiosis (1974)

Com Gil Evans
- Gil Evans Orchestra, Kenny Burrel & Phil Woods (1974)

Com Art Farmer
- Listen to Art Farmer and the Orchestra (Mercury, 1962)

Com Dizzy Gillespie
- World Statesman (Norgran, 1956)
- Dizzy in Greece (Verve, 1957)
- The New Continent (Limelight, 1962)
- Rhythmstick (CTI, 1990)

Com Stéphane Grappelli
- Classic Sessions: Stephane Grappelli (1987)

Com Kenyon Hopkins
- The Hustler (trilha-sonora) (Kapp, 1961)

Com Milt Jackson
- Ray Brown / Milt Jackson com Ray Brown (Verve, 1965)

Com Billy Joel
- The Stranger (CBS, 1977)
- Just the Way You Are (1977)

Com Quincy Jones
- The Quintessence (1961)

Com Mundell Lowe
- Satan in High Heels (trilha-sonora) (Charlie Parker, 1961)

Com Nellie McKay
- Obligatory Villagers (2007)

Com o Modern Jazz Quartet
- Jazz Dialogue (Atlantic, 1965)
- MJQ & Friends: A 40th Anniversary Celebration (Atlantic, 1994)

Com Thelonious Monk
- The Thelonious Monk Orchestra at Town Hall (1959)
- Big Band and Quartet in Concert (Columbia, 1963)

Com Oliver Nelson
- More Blues and the Abstract Truth (Impulse!, 1964)
- Fantabulous (Argo, 1964)
- Oliver Nelson Plays Michelle (Impulse!, 1966)
- Happenings com Hank Jones (Impulse!, 1966)
- The Spirit of '67 com Pee Wee Russell (Impulse!, 1967)
- The Kennedy Dream (Impulse!, 1967)

Com Lalo Schifrin
- Samba Para Dos com Bob Brookmeyer (Verve, 1963)
- Once a Thief and Other Themes (Verve, 1965)

Com Shirley Scott
- Roll 'Em: Shirley Scott Plays the Big Bands (Impulse!, 1966)

Com Billy Taylor
- Kwamina (Mercury, 1961)

Com Clark Terry
- The Happy Horns of Clark Terry (Impulse!, 1964)

Com Ben Webster
- See You at the Fair  (1964)